# Pianiste
Pianiste ist ein französisches, zweimonatlich erscheinendes Magazin für klassische Musik. Es ist die einzige Zeitschrift, die sich ausschließlich dem Klavier und der Praxis des Instruments widmet.
Das Motto des Magazins lautet „Spielen, Fortschritte machen und Spaß haben!“

## Geschichte
Pianiste wurde im Jahr 2000 gegründet und ist seit Oktober 2017 Teil von EMC2. Das Magazin gehörte bis 2017 zur Altice Media Group.

## Organisation
Pianiste richtet sich an Klavierliebhaber. Es ist in drei Rubriken unterteilt und diese in Unterrubriken.
Jedes Jahr erscheint eine Sonderausgabe, die einem Komponisten wie Bach, Chopin, Mozart oder Beethoven gewidmet ist.

## Profil
Pianiste hat im Wesentlichen eine pädagogische Ausrichtung. Jede Ausgabe enthält ein abnehmbares Heft mit Partituren von Werken aus dem großen Repertoire, die von Gastpianisten (Florent Boffard, Jean-Marc Luisada, Michel Dalberto usw.) kommentiert und auf einer beigelegten CD gespielt werden.
In der Rubrik „Pädagogik“ werden theoretische und praktische Ratschläge sowie Meisterklassen der Referenten gegeben.
Das Magazin hat auch einen YouTube-Kanal, auf dem alle Meisterklassen zu finden sind, auch aus dem Bereich Jazz (u. a. mit Paul Lay).